# Мосирок
Мосирок (на английски: Mossyrock) е град в окръг Люис, щата Вашингтон, САЩ. Мосирок е с население от 486 жители (2000) и обща площ от 1,1 km². Намира се на 200 m надморска височина. ЗИП кодът му е 98564, а телефонният му код е 360.